# Липа (Звечан)
Липа (алб. Lipë) је насеље у општини Звечан, Косово и Метохија, Република Србија. Након 1999. године насеље је познато као и Кељменд (алб. Kelmend), јер већина становништва Липе се презива Кељменди.

## Географија
Село Липа је источно од Доњег Рудара, на језерској тераси под Соколицом. У међама села су: Поток, Вељев крш, Кајтазов крш, Бољетинска река, Старо село, Каменита чесма. Потоци су: Зли поток и Грабов поток, а изворишта: Горњи извор и Доњи извор. Пије се вода из шест бунара. Места на којима су њиве и ливаде зову се: Раоан, Велике њиве, Ибишева ливада, Њиве и ливаде код Врбе. На Соколици су испаша и шума. 

## Историја
Село састављају четири махале. Гробље је на Равни. Име селу су дали досељеници Албанци из села Липе, у околини Пећи. По попису од 1921. године Липа има 13 домаћинстава с 92 члана; 1948 - 26 домаћинстава са 192 члана. Ниже села, код Камените чесме је Старо село. Овде су рупе и поређано необрађено велико камење. Око 1850. године дошао је предак данашњих Липаћана, пореклом из племена Кељменди.

## Демографија
Према проценама из 2009. године које су коришћене за попис на Косову 2011. године, ово насеље је имало 77 становника, већина Албанци.

| Година       | 1948 | 1953 | 1961 | 1971 | 1981 | 1991 | 2011 |
| ------------ | ---- | ---- | ---- | ---- | ---- | ---- | ---- |
| Становништво | 192  | 203  | 243  | 278  | 232  | 354  | 77   |

|  |